# Bacsó Zoltán
Bacsó Zoltán (Pécs, 1947. január 29. –) Balázs Béla-díjas animációs film operatőr.

## Élete
Anyai ágon az erdélyi örmény Kápdebó  és Gorove családok leszármazottja.    Iskoláit Kecskeméten végezte, itt szerzett fényképész szakképesítést is. 1967 márciusától a Pannónia Filmstúdió munkatársa volt, először, mint állófotós, majd segédoperatőr, végül kinevezett operatőr egészen 2003-ban történt nyugdíjba meneteléig. Ezt követően 2009-ig a filmgyár jogutódjánál, a Pannóniafilm Kft.-nél készített animációs filmeket 35 mm-es kamerával. A 2008/2009-es tanévtől a Kaposvári Egyetemen három éven keresztül több mint 30 vizsgafilm elkészítésében segédkezett. 2012-től a Budapesti Kommunikációs Főiskolán (ma Budapesti Metropolitan Egyetem) óraadó tanár.
Hosszú pályafutása során számos munkahelyi és minisztériumi kitüntetésben részesült. Megkapta az MTV Nívódíját, majd 1994–ben a Balázs Béla-díjat is. A közreműködésével készült filmek számtalan díjat nyertek hazai és külföldi fesztiválokon. Többek között az első magyar Oscar díjat, A légy című animációs filmért, és két cannes-i Arany Pálmát.
Operatőri munkái az egész estés rajzfilmektől, a sorozatokon és egyedi kisfilmek tucatjain keresztül a reklámokig terjednek. Számuk ma már meghaladja az ötszázötvenet. Olyan híres rendezőkkel dolgozott együtt, mint Dargay Attila, Gémes József, Gyulai Líviusz, Hernádi Tibor, Jankovics Marcell, Keresztes Dóra, Kiss Iván, Koltai Jenő, Kovásznai György, Macskássy Katalin, Macskássy Gyula, Nepp József, Orosz István, Reisenbüchler Sándor, Richly Zsolt, Rofusz Ferenc, Rofusz Kinga, Szabó Sipos Tamás, Tóth Pál, Ternovszky Béla és Vajda Béla.

## Fontosabb rajzfilmjei
- János vitéz, 1973
- Sisyphus, 1974
- A légy, 1980
- Fehérlófia, 1981
- Moto Perpetuo, 1981
- Az idő urai, 1982
- Hanyas vagy, 1983
- Háry János, 1983
- Isten veled kis sziget, 1987
- Vigyázat lépcső, 1989
- A hetedik testvér, 1995
- Az ember tragédiája, 1990-2000

## Fontosabb sorozatok
- A Mézga család különös kalandjai, 1969
- Kukori és Kotkoda, 1970-1971
- Mézga Aladár különös kalandjai, 1972
- Kérem a következőt!, 1973-1983
- Mikrobi I. (3. részben), 1973
- A kockásfülű nyúl, 1974-1976
- Magyar népmesék III., 1984
- Pom Pom meséi, 1978-1981
- Pityke, 1979
- A nagy ho-ho-horgász I., 1982
- Kíváncsi Fáncsi, 1984-1989
- Leo és Fred I., 1984
- Fabulák, 1987

## Díjai
- Szocialista Kultúráért (1982)
- Szocialista Kultúráért (1987)
- Balázs Béla-díj (1994)